# Bat (mitología)

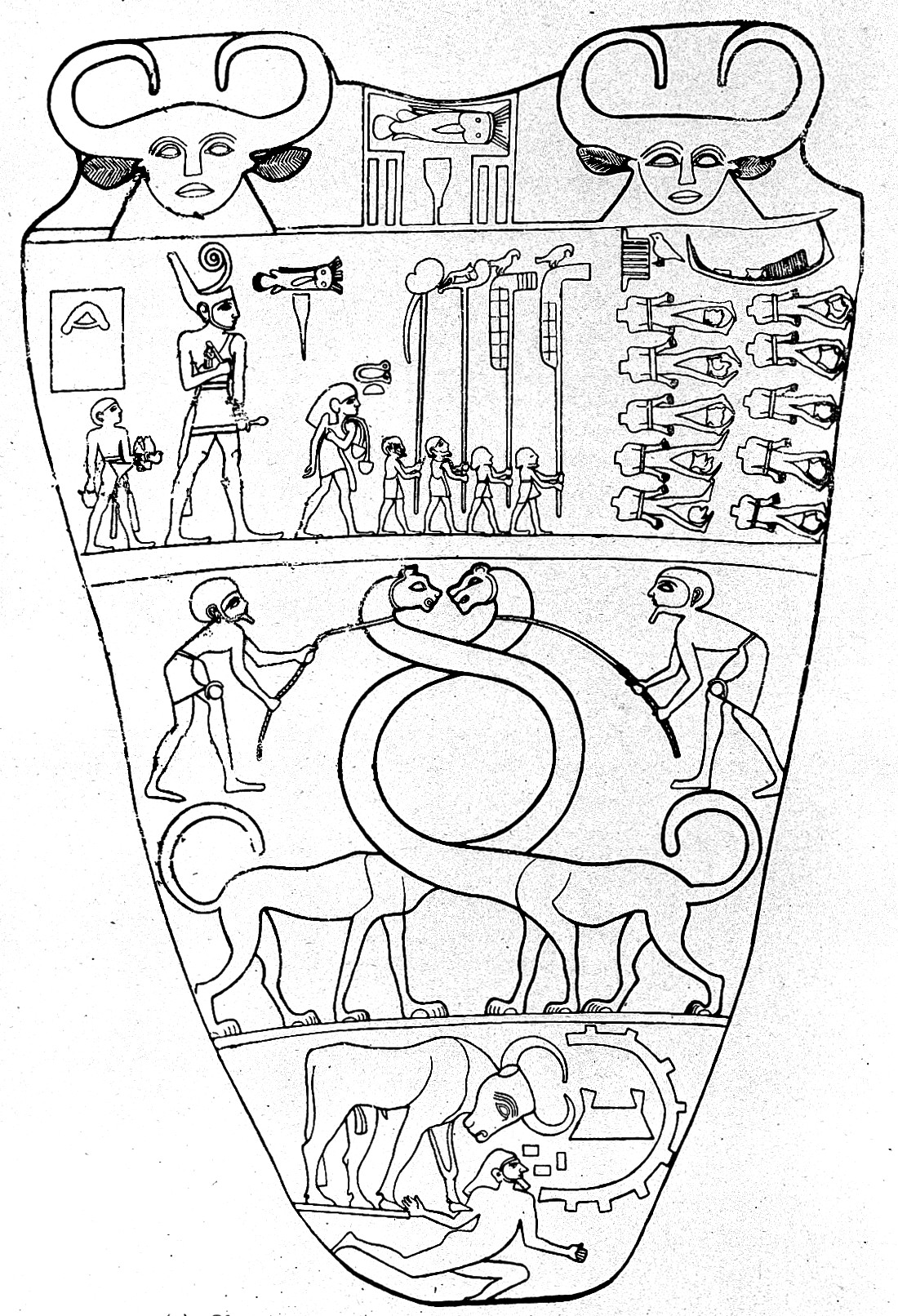
Bat representada en la parte superior de la paleta de Narmer.

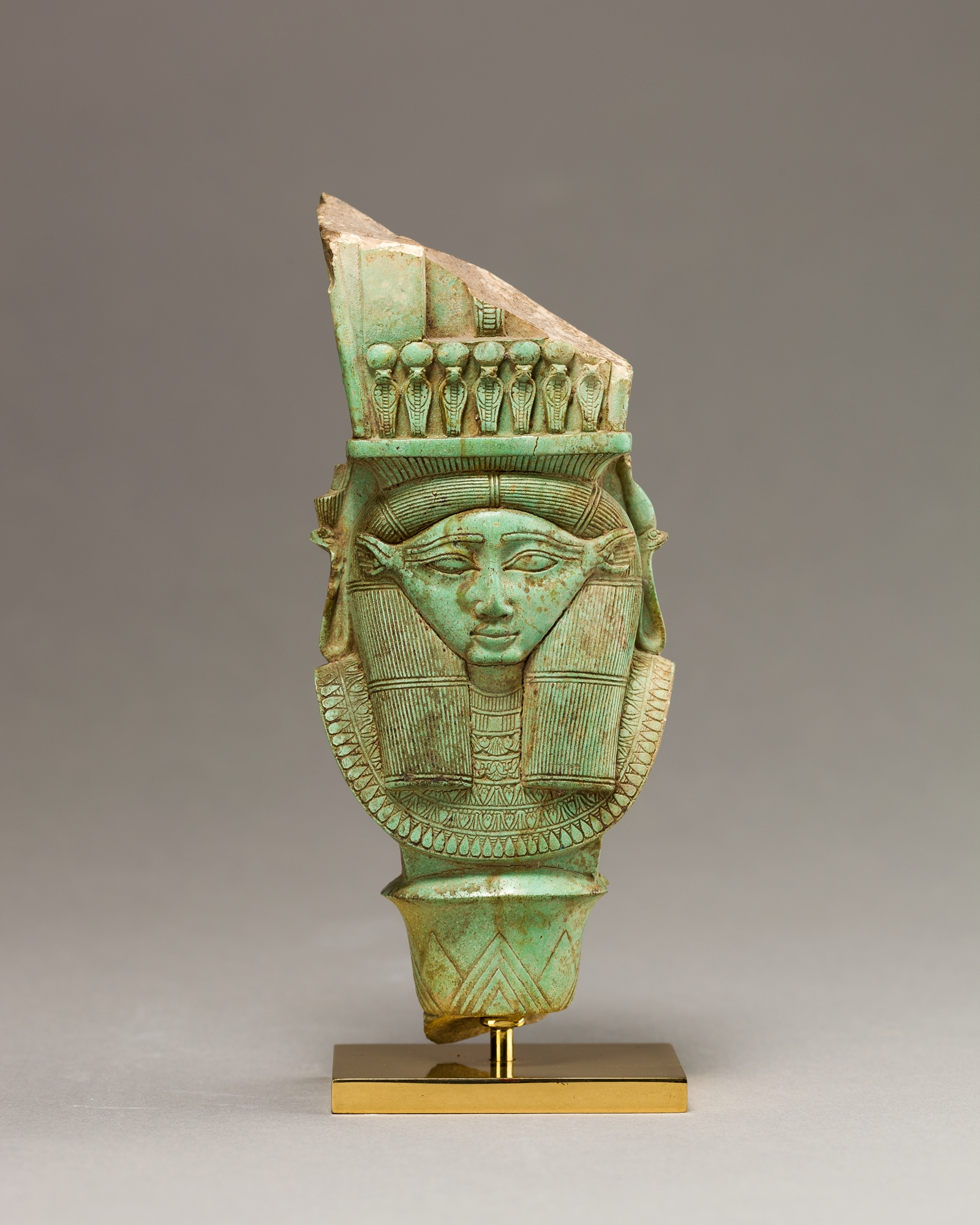
Imagen de Bat en un sistro.

Bat es una diosa celeste, asociada a la fertilidad, en la mitología egipcia.

## Iconografía
Se representó como mujer con orejas y cuernos de vaca que portaba un tocado con dos varillas enrolladas hacia dentro que luego se transformaría en un sistro.

## Mitología
Diosa celeste muy antigua, que ya figura en la paleta de Narmer y en los Textos de las Pirámides. Permaneció en el panteón egipcio como deidad secundaria, pues muy pronto fue fusionada con Hathor. Su animal sagrado era la vaca, en relación con Hathor. A partir del Imperio Medio se encuentra representada en el sistro seshesh.

## Culto
Como diosa del nomo VII del Alto Egipto, fue venerada en su capital, Hut-Sejem (Dióspolis Parva)
| bA | A | t | Y8 |

| bA | A | t | Y8 |